# جغد نوارسیاه

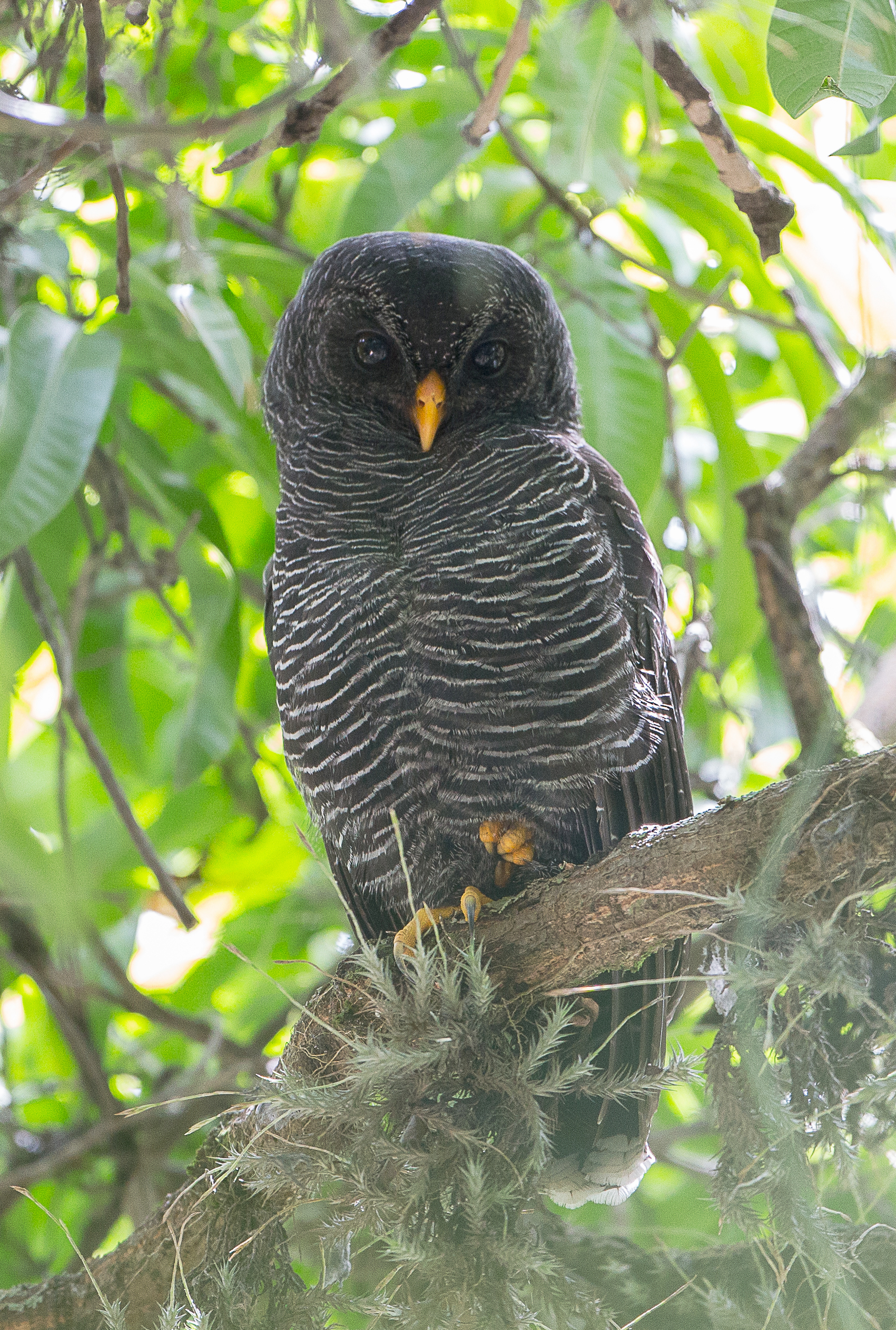
جغد نوارسیاه

جغد نوارسیاه (نام علمی: Strix huhula)، یک گونه جغد از خانواده جغدان راستین است. این پرنده نوگرمسیری سیاه و سفید متوسط، کاملاً شب‌زی و یک گونه ساکن است، بنابراین هرگز به خارج از بومی آمریکای جنوبی مهاجرت نمی‌کند. زیستگاه‌های طبیعی آن جنگل‌های نیمه‌گرمسیری یا گرمسیری متنوعی از مناطق پست تا مناطق با ارتفاع متوسط است و در آرژانتین، بولیوی، برزیل، کلمبیا ، اکوادور ، گویان فرانسه، گویان، پاراگوئه، پرو، سورینام و ونزوئلا یافت شده‌است .
دو زیرگونه شناخته‌شده وجود دارد.
- S. h. huhula که بیشتر در شمال و مرکز آمریکای جنوبی پراکنش دارد.
- S. h. albomarginata که عمدتاً در جنوب شرق برزیل، شرق پاراگوئه و مناطق مجاور شمال شرقی آرژانتین زیست می‌کند.